# Transporte público guiado

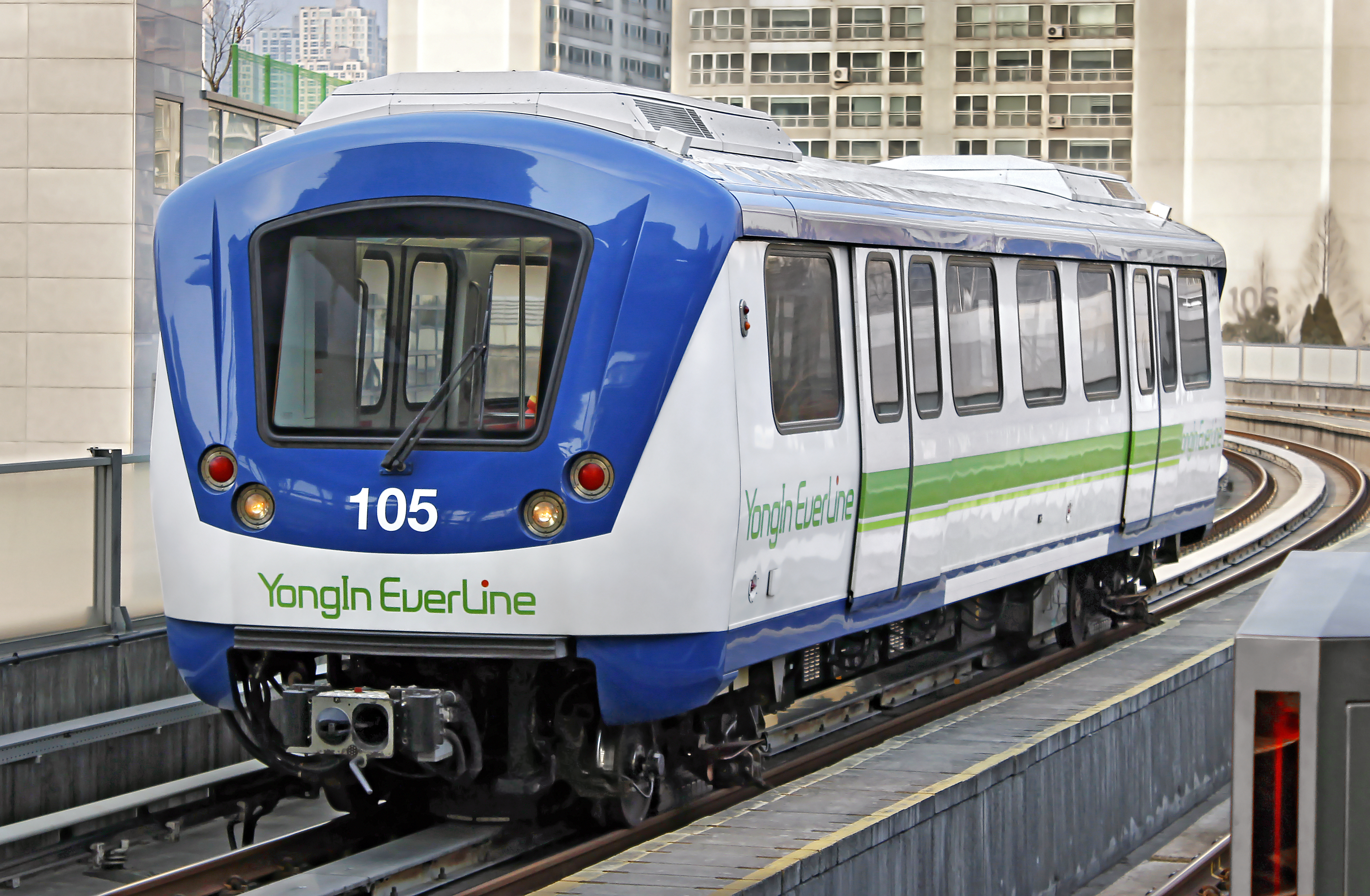
Vagon Yongin Everline dirigido por AGT.

El transporte público guiado (TPG), transporte público de guiado automático, sistema inteligente de transporte o Automated guideway transit (AGT) en inglés, es un sistema totalmente automatizado, sin conductor, de paso a desnivel, en el que los vehículos están dirigidos automáticamente por un "carril-guía". 

## Tipos de vehículos
Los vehículos son a menudo de ruedas de caucho, pero otros sistemas incluyen ruedas de acero, amortiguadores de aire y maglev. El carril-guía normalmente proporciona tanto soporte físico (como una vía o carretera), así como orientación. En el caso de los sistemas de ruta fija, ambos coinciden, de la misma manera que una línea ferroviaria proporciona apoyo y orientación para un tren. Para los sistemas con múltiples rutas, se utilizan ruedas más pequeñas, que viajan sobre la guía, para dirigir el vehículo con dispositivos de dirección convencionales como los de un coche.

## Tipos de sistemas
El AGT abarca una amplia variedad de sistemas, desde el transporte hectométrico (o movedores de personas), como los que se encuentran comúnmente en los aeropuertos, a los más complejos de sistemas de transporte masivo como el SkyTrain de Vancouver. 
En el transporte hectométrico, se utiliza también a veces el término "Automated People Mover" (APM); a pesar de todo, esta distinción es relativamente rara porque la mayoría del transporte hectométrico está automatizado. 
Los sistemas más grandes, abarcan una variedad de diseños conceptuales, como los sistemas tradicionales similares al metro a vehículos pequeños similares a automóviles, conocidos como transporte rápido personal (TRP), que ofrece viajes directos punto a punto a lo largo de una red conmutada. Entre los dos, se encuentran los vehículos más grandes de un tamaño para aproximadamente 20 pasajeros, a veces conocido como grupo de tránsito rápido (GRT), que mezcla las características de los PRT y los sistemas más grandes.

## Niveles de automatización
Niveles utilizados para la clasificación de la automatización de trenes y transportes guiados automáticos

### Nivel 0
Conducción según la vista del operador, el operador controla la operación. 

### Nivel 1
Conducción no automatizada de trenes. El sistema solo se encarga de la localización de los trenes. Garantiza:
- la seguridad de los intinerarios
- la separación de trenes
- supervisa la velocidad de los trenes

### Nivel 2
Conducción semiautomática de trenes. El sistema gestiona la velocidad, la aceleración y los frenos.

### Nivel 3
Conducción de trenes sin conductor. El sistema supervisa la vía y previene la colisión de trenes con obstáculos o personas. La supervisión de la entrada y salida de pasajeros puede ser manual o automática.

### Nivel 4
Conducción de trenes sin personal a bordo. El sistema supervisa el intercambio de pasajeros y gestiona el ingreso y salida de trenes de la red. El sistema supervisa el estado de cada tren, gestiona incidentes, diagnostica los casos de fallos en los trenes, detecta humo o fuego. 
Los descarrilamientos y la situaciones de urgencia son supervisados por el personal de las salas de control a partir de las informaciones generadas por el sistema.